# Romany (Varmie-Mazurie)
Romany est un village de Pologne, situé dans le gmina de Szczytno, dans le Powiat de Szczytno, dans la voïvodie de Varmie-Mazurie.

## Histoire
Rohmanen est l'une des plus anciennes colonies humaines de la région marécageuse d'Ortelsburg. Le 11 novembre 1399, le comte Conrad de Kybourg octroya à ses vassaux les terres de Morawitz et leurs serfs. En 1425, on n'y comptait encore que huit serfs et en 1717, on constatait que le rapport de la terre y était insuffisant, les serfs n'ayant pu s'y maintenir ; mais dans les années 1850, la situation connut une nette amélioration.
De 1874 à 1945, le village prussien de Rohmanen dépendait du district de Schöndamerau, dans l'arrondissement d'Ortelsbourg. Sa population, en 1910, était de 673 habitants. En application du Traité de Versailles, la population du District d'Allenstein, invitée le 11 juillet 1920 à se déterminer par Référendum d'autodétermination, opta pour le rattachement à la province de Prusse-Orientale par une majorité absolue de 408 voix.